# Kuckssee
Kuckssee – gmina w Niemczech, w kraju związkowym Meklemburgia-Pomorze Przednie, w powiecie Mecklenburgische Seenplatte, wchodzi w skład Związku Gmin Penzliner Land. Powstała 1 stycznia 2012 z połączenia gmin Krukow, Lapitz i Puchow.
Przez gminę przebiega droga krajowa B192.